# Вежа Сен-Жак
48°51′28″ пн. ш. 2°20′56″ сх. д. / 48.857763888889° пн. ш. 2.3487777777778° сх. д.
Вежа Сен-Жак  (фр. Tour Saint -Jacques) — вежа в стилі полум'янистої готики в однойменному сквері 4-го округу Парижа, колишня дзвіниця церкви Сен-Жак-ла-Бушері. Розташована неподалік станцій метро «Шатле» та «Отель де віль».

## Історія
Будівництво закінчено в 1523 році. Вежа Сен-Жак — все, що залишилося на цьому місці від романської церкви Сен-Жак-ла-Бушер, будівництво якої фінансувала гільдія м'ясників («бушрі» — м'ясарня). Церква була місцем збору паломників, що прямували шляхом Святого Якова до гробниці апостола Якова в Сантьяго-де-Компостела в Іспанії. Церква перебудовувалася в XVI столітті, змінивши стиль з романського на готичний, тоді ж до неї було прибудовано дзвіницю — теперішню вежу Сен-Жак.
У крипті церкви був похований знаменитий алхімік Ніколя Фламель. 1648 року французький вчений Блез Паскаль проводив на вежі Сен-Жак виміри атмосферного тиску.
Церкву було проголошено народною власністю й продано революційним урядом й розібрано на будівельне каміння у 1797 році. Дзвіницю було здано в оренду майстрові для відливу мисливського дробу: розплавлений свинець, падаючи з 50-метрової висоти через спеціальну решітку, застигав маленькими кульками в підставлених бочках з водою (так званий «вежовий» спосіб виробництва дробу).
Французи вшанували пам'ять Паскаля, встановивши йому у вежі статую; також у нішах вежі збереглися 19 статуй різних святих. З 1981 року на вежі і в сквері встановлена метеостанція.
Статуя Святого Якова прикрашає дзвіницю на самому її верху, де по кутах стоять скульптури ангела, орла, бика та лева — символи чотирьох євангелістів.

## Галерея

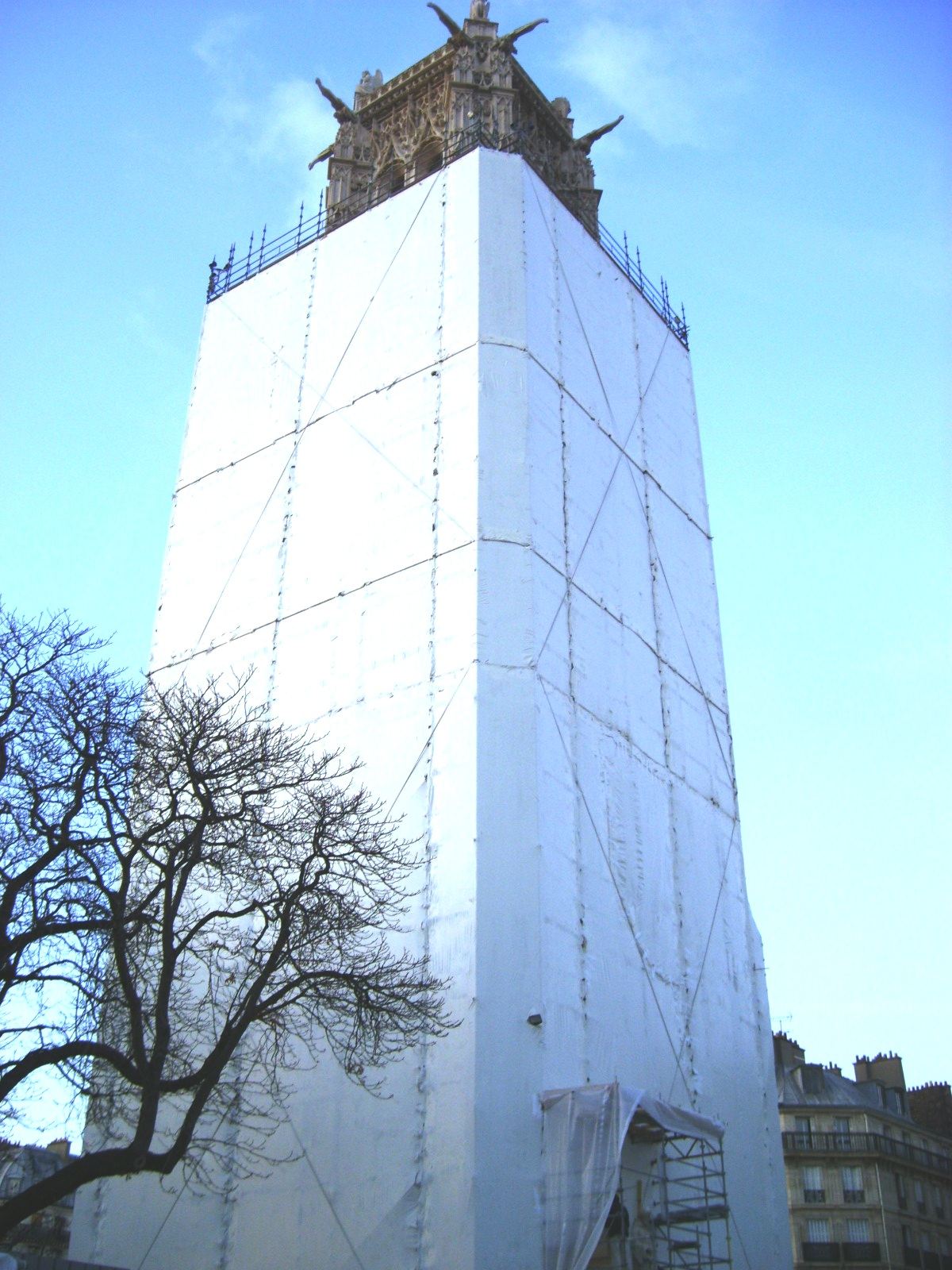
Реставраційні роботи 2007 року
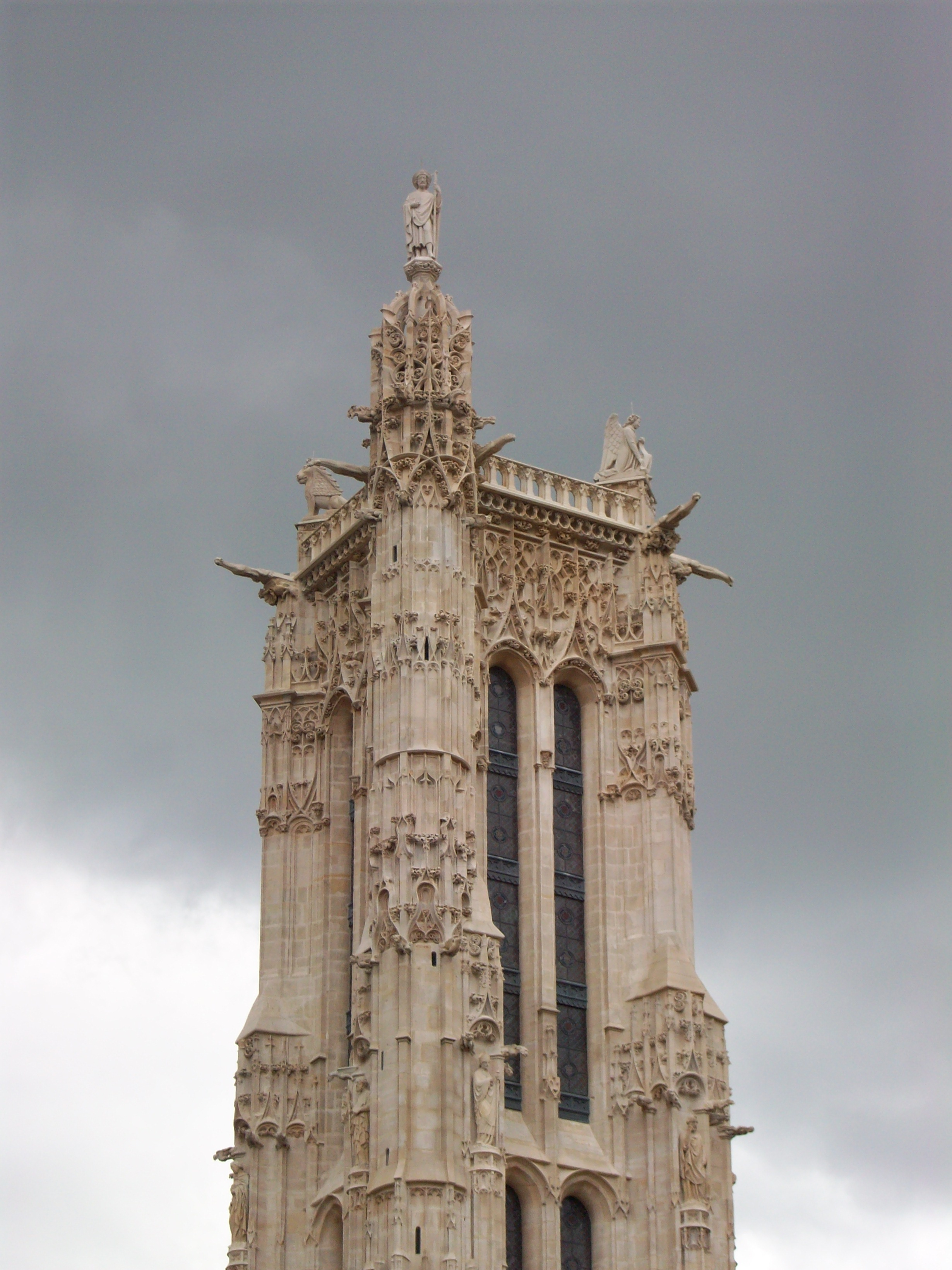
Після реставраційних робіт квітня 2008 року
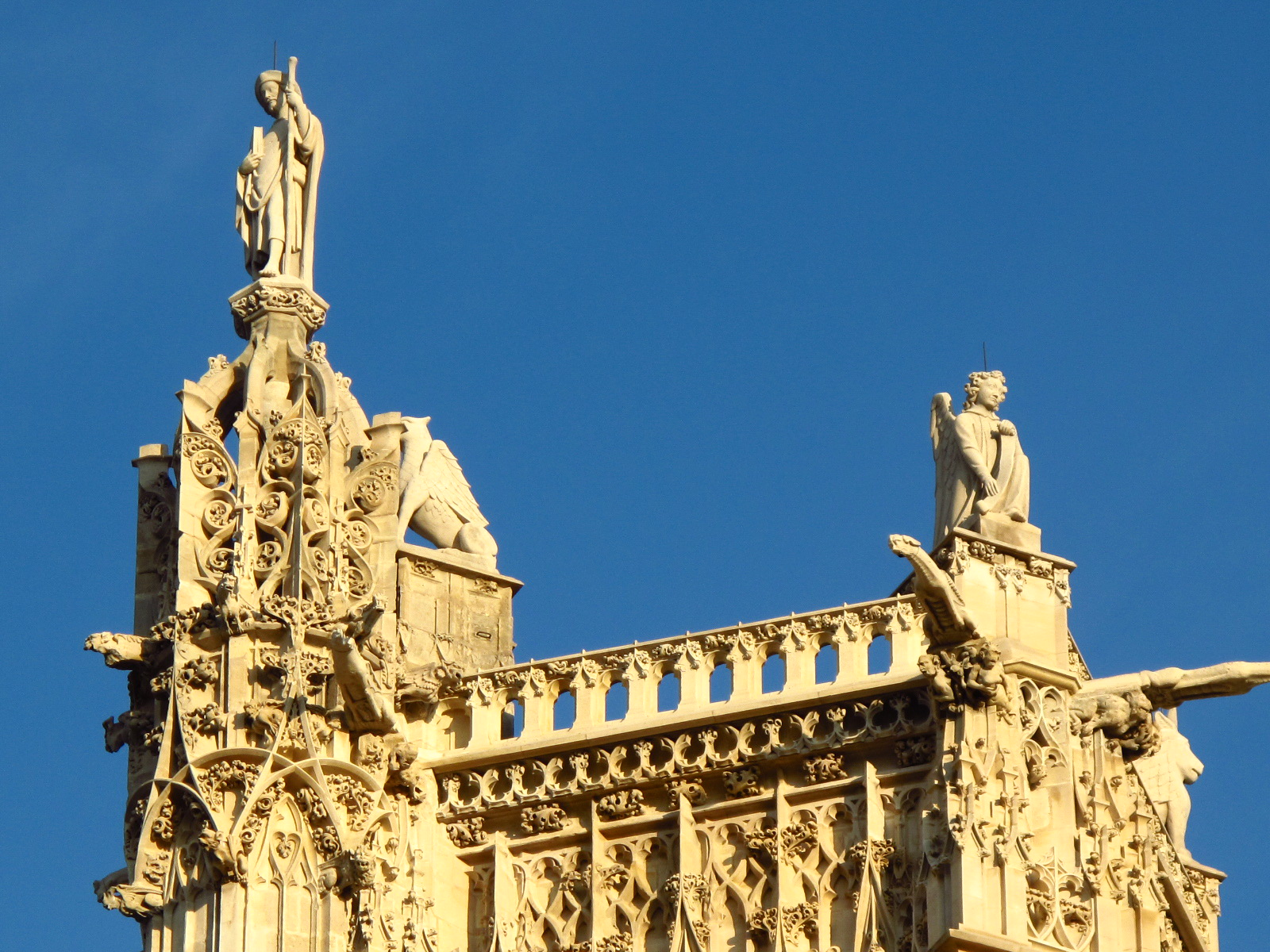
Після реставраційних робіт квітня 2008 року
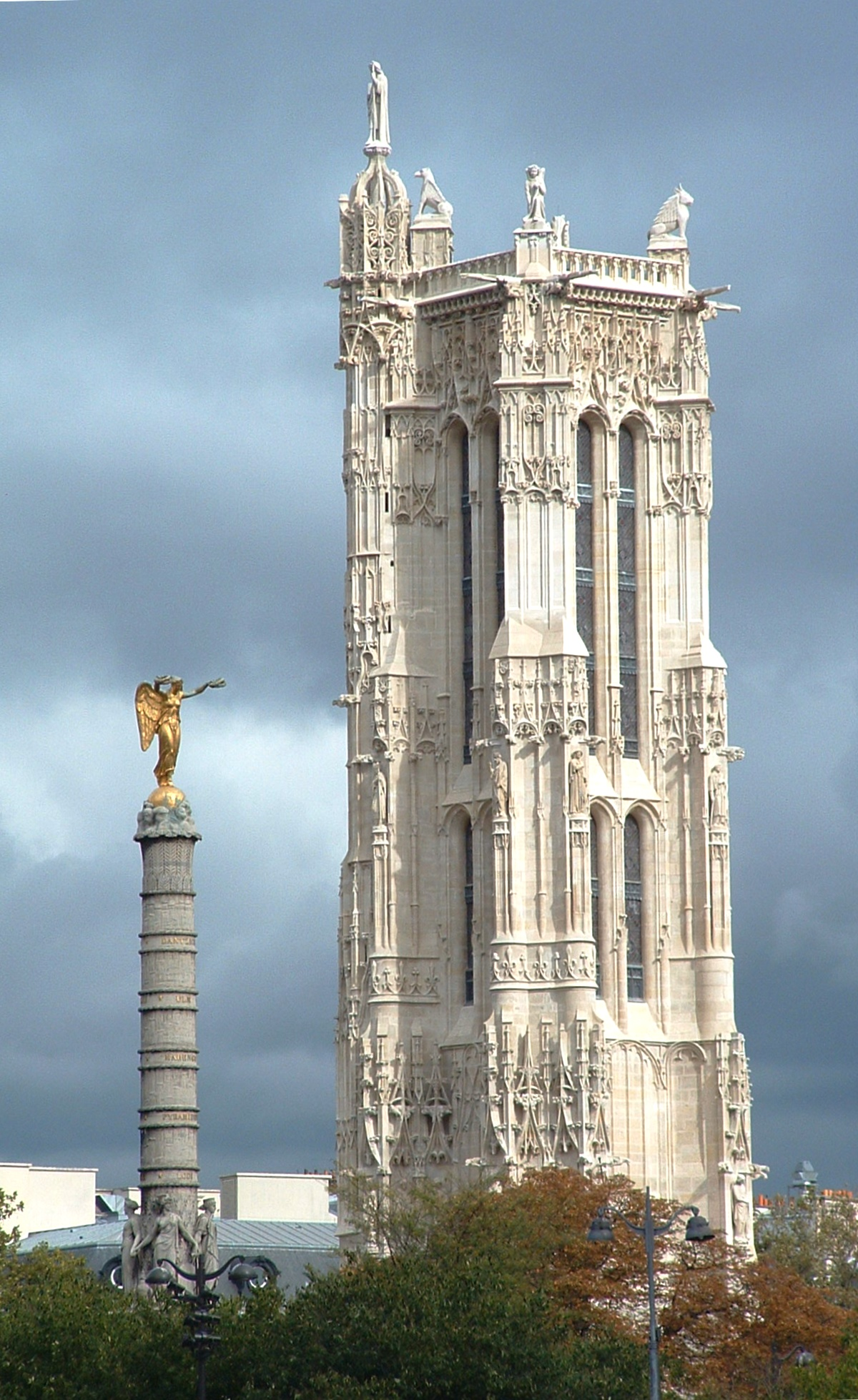
Вид з Консьєржері
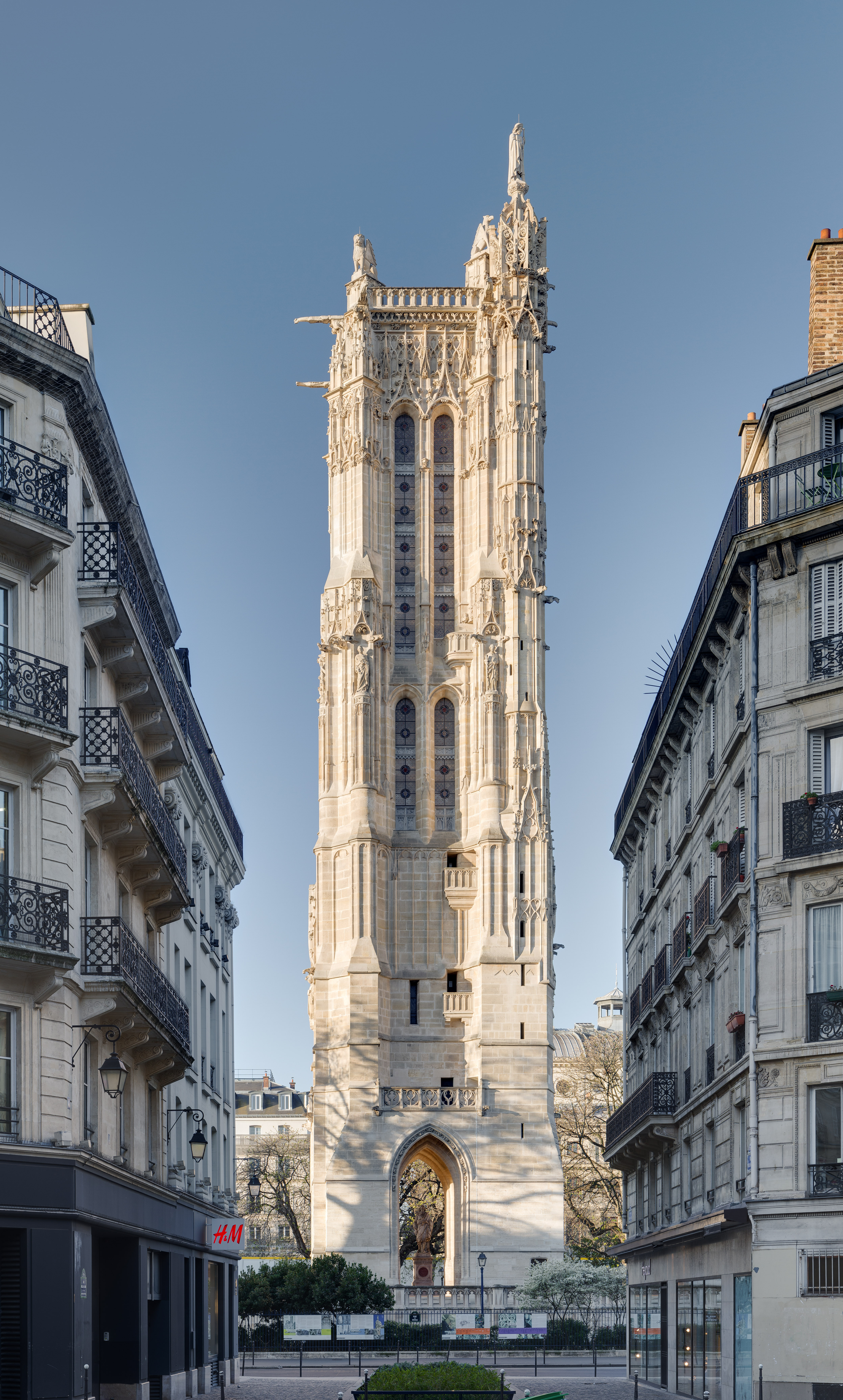
2015 рік на сході сонця, вигляд з вулиці Ніколя Фламеля
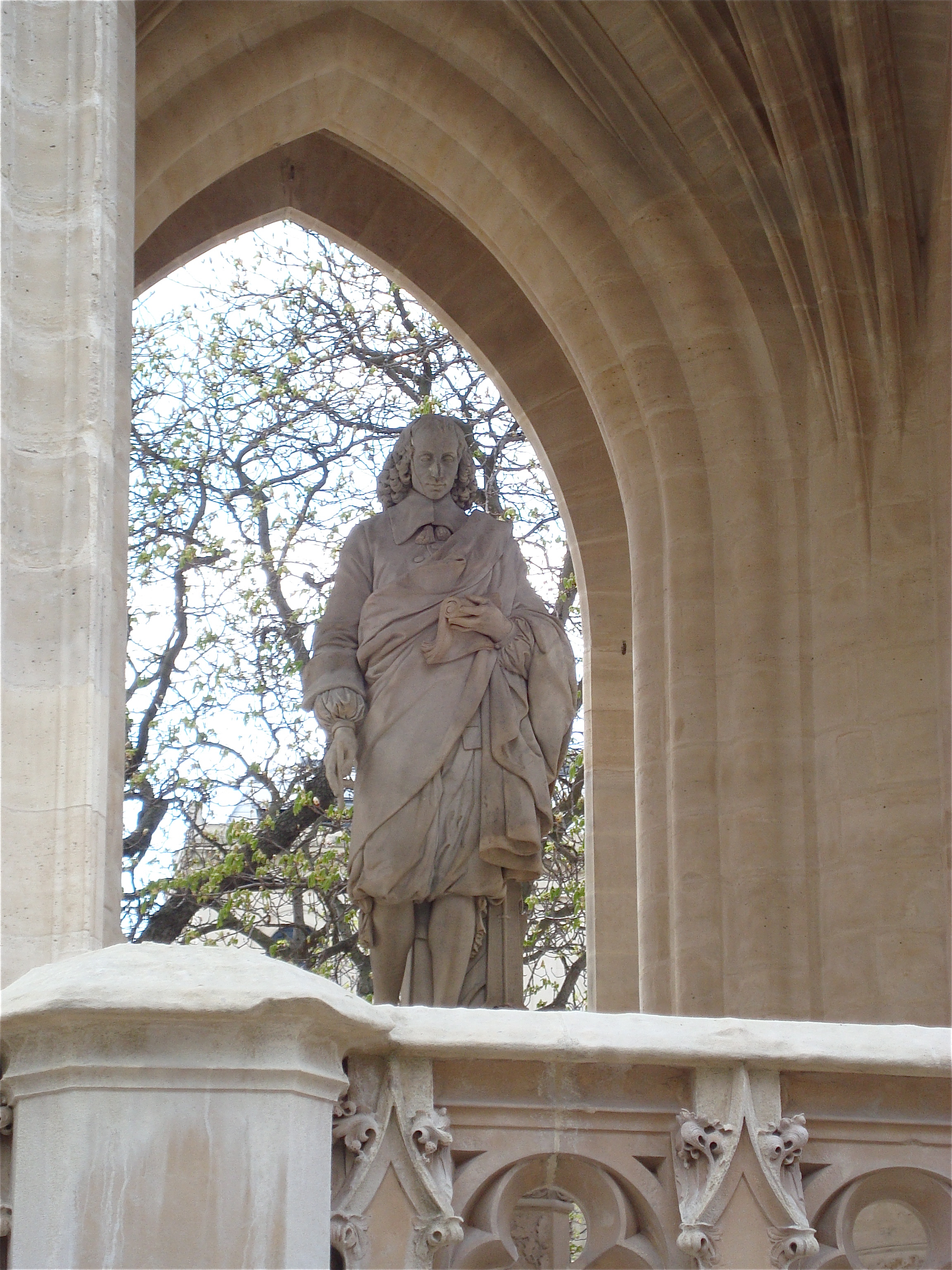
Статуя Блеза Паскаля на вежі